# Kacze Łęgi
Rezerwat przyrody Kacze Łęgi je přírodní rezervace, která se nachází v okolí soutoku řeky Kacza s potokem Źródło Marii v dolině u oblouku železniční tratě v Trojměstské chráněné krajinné oblasti (Trójmiejski Park Krajobrazowy) v gdyňské čtvrti Mały Kack v Pomořském vojvodství v severním Polsku. Je zde dobře zachovalý lužní les složený převážně z olší lepkavých a Jasanů ztepilých. Nachází se zde 210 druhů cévnatých rostlin (Tracheophyta), vyskytuje se zde také horská a podhorská květena a chráněné rostliny.

## Další informace
Rezervace vznikla v roce 1983 na ploše 8,97 ha, je celoročně volně přístupná a vedou k ní turistické stezky a odbočka z cyklotrasy.